# Praia do Pinhal
A Praia do Pinhal é um dos balneários que compõem a orla marítima do município de Balneário Pinhal, no estado do Rio Grande do Sul. Seu nome dado foi por meados da década de 1930 devido à proximidade com a então Fazenda do Pinhal, na qual ainda restavam algumas araucárias. Fica a 95 km de Porto Alegre e é a praia mais próxima da capital. Chega-se à praia pela BR 290 e RS-040, tendo ainda como acesso a RS-786 (Interpraias).

## História
No sec XVII a região era conhecida como Campos das Cidreiras, sendo circundada por um extenso e largo campo de dunas que dificultava de sobremaneira o acesso à localidade. Apesar da proximidade com a praia da Cidreira, apenas uns poucos pescadores residiam em casas de palha e junco até meados dos anos 1940. A fixação de residências e de casas para veraneio apenas ocorre nos anos 50, com a construção da estrada ligando Porto Alegre ao litoral (concluída em 1958).
A construção da estrada ligando a praia do Pinhal com a capital faz com que trabalhadores fossem deslocados para as obras de engenharia, que incluíam serviços permanentes de manutenção com a utilização das chamadas esteiras de fixação (feitas de junco), colocadas sobre a estrada para que veículos pudessem atravessar o percurso invariavelmente coberto com areia. Também eram feitas esteiras com junco para a fixação das dunas, sendo colocadas de modo a impedir o avanço destas sobre a estrada.
Nos anos 50/60, a praia se torna um loteamento, havendo a construção do Hotel Estrela do Mar e a edificação dos famosos chalés, muitos ainda existentes e característicos por serem de madeira, muito coloridos e cobertos com telhados com duas e quatro águas de telha francesa. Para a fixação das dunas, a praia foi inicialmente muito arborizada com a casuarina (ou pinheirinho da praia), especialmente nas avenidas de acesso, o que também confunde com a toponímia local, pois o nome da localidade não ocorre em função dos pinheirinhos da praia, mas sim em razão de sua proximidade com a antiga Fazenda do Pinhal, na qual existiam algumas araucárias, resquícios da mata atlântica.
Até 1965 fazia parte do Município de Osório. Entre 1966 a 1987 pertenceu ao Município de Tramandaí; entre 1988 até 1996 pertenceu ao Município de Cidreira, sendo que a partir de então se tornou a sede do Município de Balneário Pinhal.